# Boughton (Norfolk)
Pour les articles homonymes, voir Boughton.
 (juillet 2023).
Boughton est une paroisse civile et un village du Norfolk, en Angleterre.